# Navadni tolščak
Navadni tolščak ali portulak (znanstveno ime Portulaca oleracea) je enoletna zelnata rastlina iz družine tolščakovk (Portulacaceae).

## Izgled in cvetenje
Navadni tolščak je nizka, na zemlji ležeča, od stebla razvejana rastlina. Steblo je okroglo, mesnato, svetlozelene ali rdečkaste barve, dolgo 5–30 cm. Listi so debeli, mesnati in sočni, dolgi 1–2 cm. Cvetovi so majhni, rumenkasti, zvezdaste oblike in odprti samo v sončnih dopoldnevih. Razvijajo se od julija do oktobra.

## Razširjenost
Navadni tolščak izvira s Kitajske in Indije, kje se uporablja kot začimba in zelenjava. Danes ga najdemo v vseh delih sveta. V Sloveniji povečini raste kot samonikla rastlina na sončnih mestih ob hišah in poteh, kakor plevel po vrtovih, njivah in vinogradih, predvsem po plodni peščeni zemlji. Uspeva le do 800 metrov nadmorske višine.

## Kemična sestava
Listi tolščaka vsebujejo 20-50 mg vitamina C in 1,5–5 mg% karotena. Hranljivost je razmeroma majhna, ker zeleni del vsebuje 92–95 % vode. 

## Uporaba
Mladi listi so blagega, kislo-slanega in aromatičnega okusa, zato se koristijo v prehrani v obliki solate. Starejši listi se pred uporabo kuhajo. Rastlino lahko uporabljamo kot začimbo ali pa za juho.
Kot zdravilno rastlino so ga uporabljali že v stari Grčiji. Pomaga pri povišanem krvnem tlaku, podobno kot adrenalin. Ima največjo vsebnost omega 3 maščobnih kislin izmed vseh rastlin.